# Kyi leo
A Kyi leo amerikai társasági kutyafajta.

## Kinézete
A kyi leo-t a kis termet a jó felépítés, valamint a hosszú és dús szőrzet jellemzi. Barátságos pofájából éber és figyelmes szempár tekint a világba. Rendszerint fekete-fehér színű, de nem ritka a többi színváltozat sem. Szőrzete lehet még fehér-vörös, zsemle színű, fekete, vörös, és szürke is. Bundája egyenes szálú, vagy gyengén hullámos.
Marmagassága 23–28 cm közötti. Tömege: 6–7 kg.
Teste izmos, stopja kifejezett. A hát középvonalában választék van. Fülei dús szőrzettel borítottak, lelógók.

## Története
A kyi leo a világ egyik legfiatalabb kutyafajtája. 1972-ben alakult ki az Egyesült Államokban. Ezt a társasági kutyát minden kétséget kizáróan a lhasa apso és a máltai selyemkutya keresztezésével alakították ki Kaliforniában. Ideális szobakutyusok, minden különösebb nehézség nélkül elviselik a kert és az udvar hiányát.

## Természete
Engedelmes, ragaszkodó jellemű. (De persze ez is a neveléstől függ!)

## Gondozása
A kyi leo a könnyen gondozható kutyafajták közé tartozik. Hosszú szőrzete rendszeres fésülés mellett nem igényel nyírást és trimmelést. 